# Torre de telecomunicações

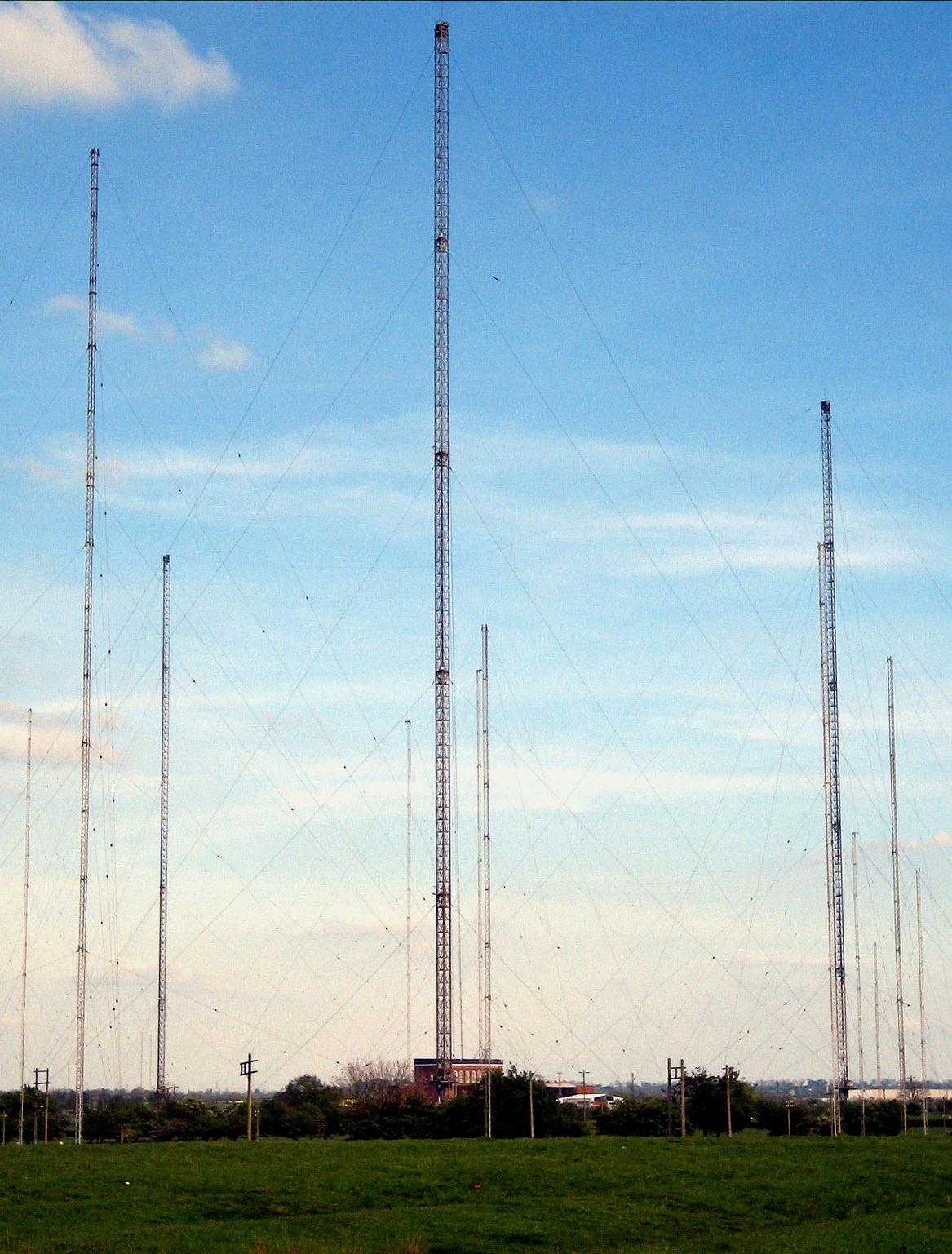
Antenas do transmissor VLF da Rugby Radio Station na Inglaterra

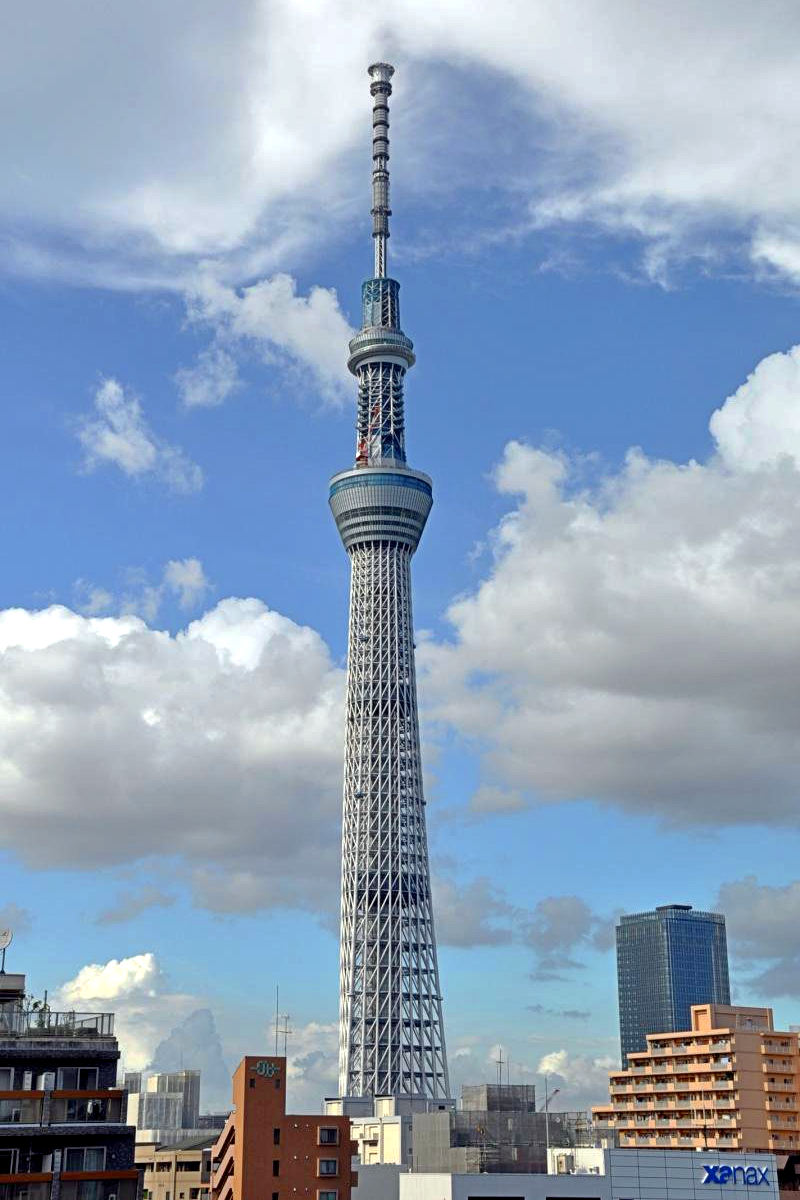
A Tokyo Sky Tree em 2011, uma das torres mais altas do mundo

Torres de telecomunicações são, tipicamente, estruturas altas concebidas para suportar antenas  de telecomunicações e radiodifusão, incluindo televisão. Elas estão entre as mais altas das estruturas feitas pelo homem. Estruturas semelhantes incluem torres de transmissão e torres para aerogeradores.
Torres geralmente são nomeadas segundo os organismos de radiodifusão que as utilizam ou uma cidade.
A Torre de rádio de Varsóvia era a mais alta estrutura do mundo apoiada em terra, mas caiu em 8 de agosto de 1991, deixando a Torre da KVLY-TV como a mais alta.
No caso de uma torre radiadora, o mastro inteiro ou torre em si é a antena de transmissão.

## Torre e mastro

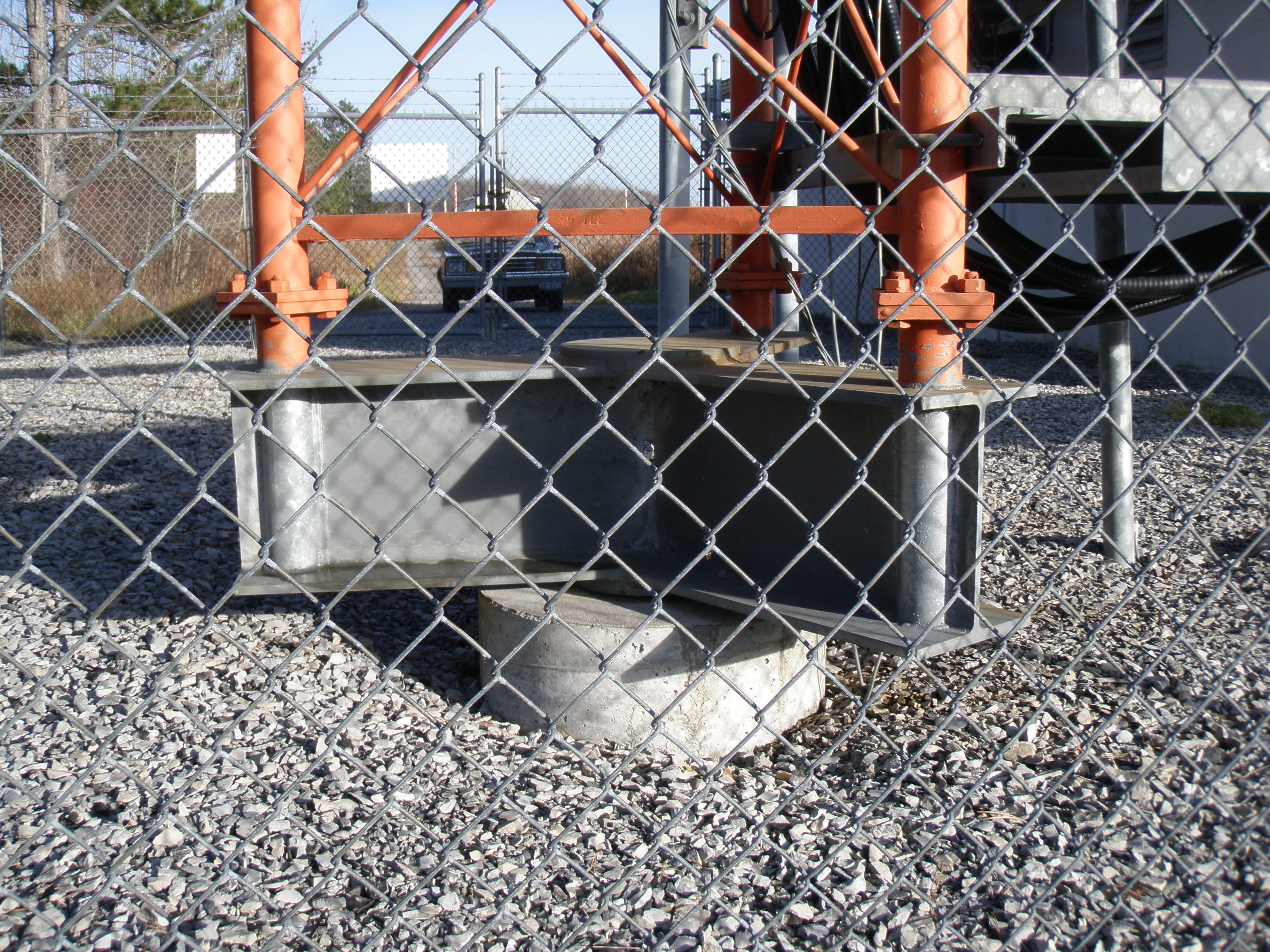
Uma base de torre de rádio mostrando como quase todo o apoio lateral é providenciado pelos fios

Os termos "mastro" e "torre" são frequentemente usados como sinônimos. No entanto, em termos de engenharia estrutural, uma torre é um auto-sustentável ou estrutura em consola, enquanto um mastro é sustentado por estais ou cabos. Engenheiros de transmissão no Reino Unido usam a mesma terminologia. Na engenharia de transmissão dos EUA, uma torre é uma estrutura de antena ligada à terra, enquanto que um mastro de apoio é uma antena vertical montada em alguma outra estrutura (que por si só pode ser uma torre, um edifício ou de um veículo).
Mastros (para usar a terminologia de engenharia civil) tendem a ser mais baratos de construir, mas exigem uma extensa área em torno deles para acomodar os cabos de estaiamento. Torres são mais comumente usadas em cidades onde a terra é escassa.
Existem alguns projetos que são, em parte, com e sem fios. Por exemplo:
- A Torre Gerbrandy é constituída por uma torre de auto-suportada com um mastro sustentado por fios no topo.
- As poucas torres Blaw-Knox fazem o oposto: eles têm uma seção sustentada inferior encimada por uma parte independente.
- Zendstation Smilde, uma torre com um mastro sustentado em cima (eles vão para a terra).
- Torre de Collserola, uma torre sustentada com um mastro sustentada por fios no topo (parte torre não é independente).

## Materiais

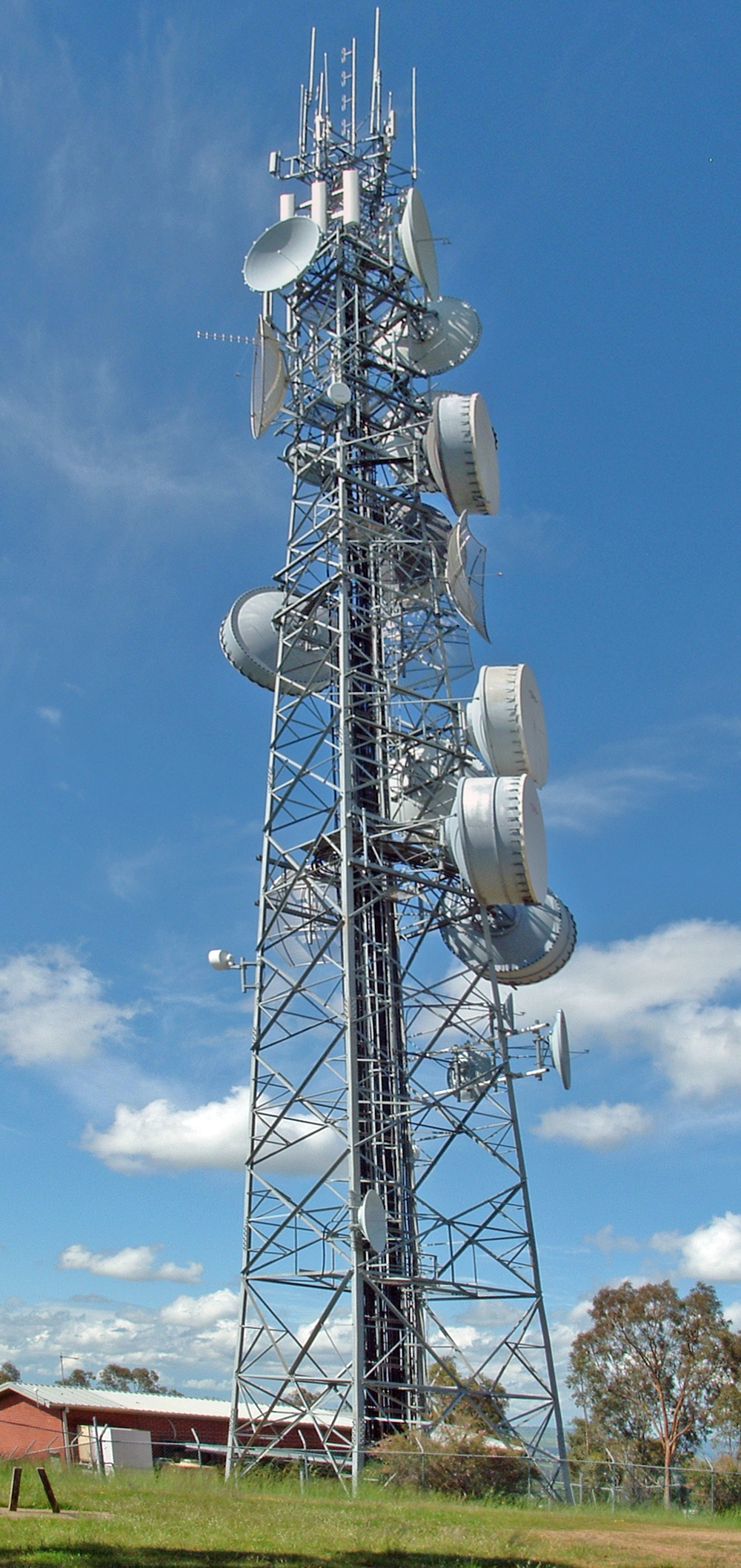
Torre de telecomunicação com estrutura de aço

### Estrutura de aço
- A estrutura de aço é a forma mais comum de construção. Ele oferece  grande força, baixo peso e resistência ao vento, e economia na utilização de materiais. Grades de seção transversal triangular são as mais comuns, e reticulados quadrados também são amplamente utilizados.

Quando construído como um mastro ficou, geralmente o mastro todo é de lados paralelos. Uma exceção é a torre Blaw-Knox.
Quando construída com uma torre, a estrutura pode ser de lados paralelos ou cone sobre parte ou toda a sua altura. Quando construído com várias seções que afunilam exponencialmente com a altura, na forma da Torre Eiffel, a torre é dito ser um um estilo Eiffel . A torre Crystal Palace em Londres é um exemplo.

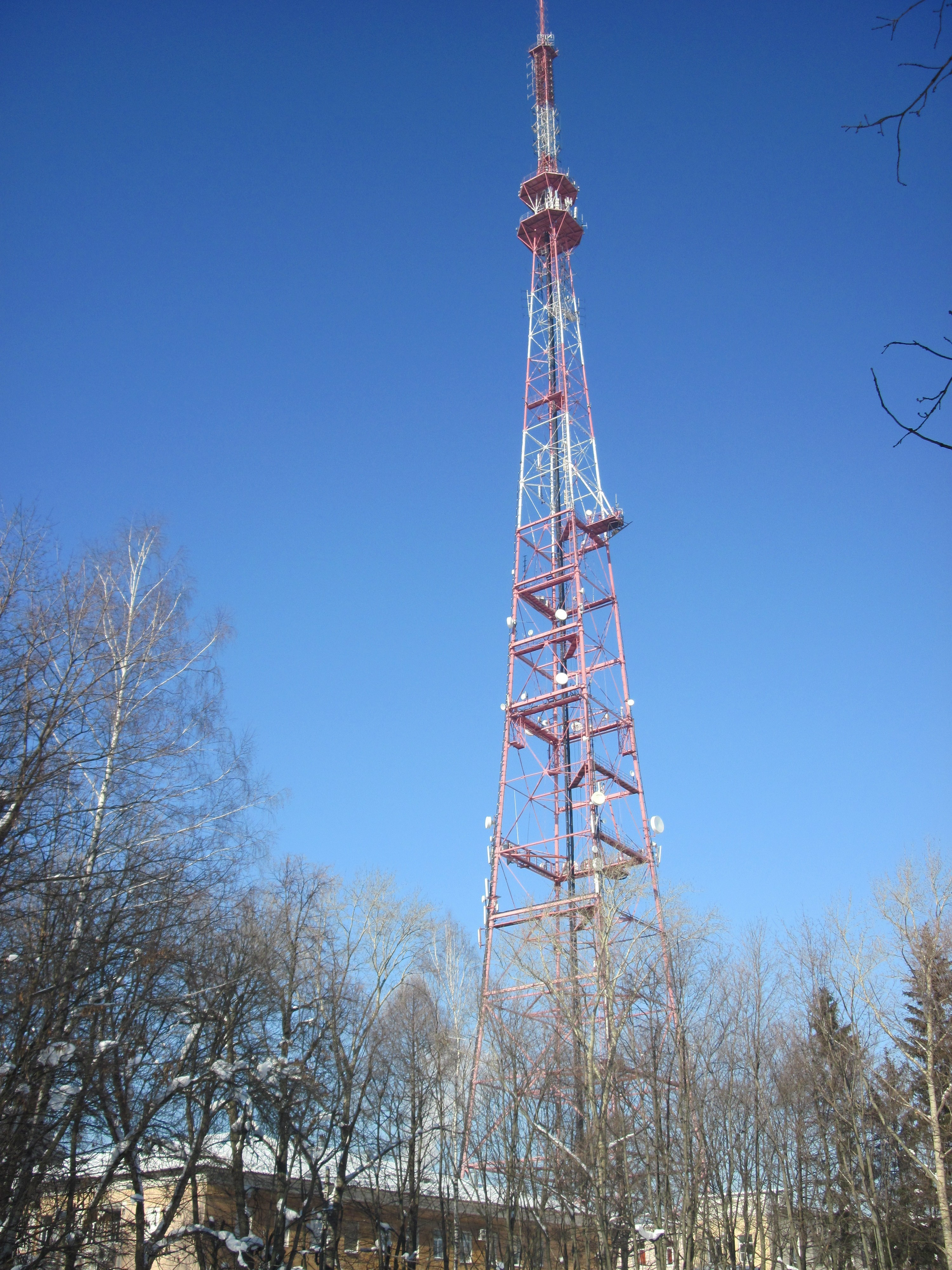
Torre de TV russa Penza

### Aço tubular
Mastros estaiados são, por vezes, também construídos a partir de tubos de aço. Este tipo de construção tem a vantagem de que os cabos e outros componentes pode ser protegidos da temperatura no interior do tubo e, consequentemente, a estrutura pode parecer mais limpa.
Estes mastros são usados principalmente para radiofusão. O grande mastro do transmissor de rádio Mühlacker é um bom exemplo disso.
A desvantagem deste tipo de mastro é que é muito mais afetada por ventos que mastros com corpos abertos. Vários postes tubulares estaiadas entraram em colapso. No Reino Unido, os mastros da estação de TV Emley Moor e estação tramissora Waltham entraram em colapso em 1960. Na Alemanha, o transmissor Bielstein entrou em colapso em 1985.
Mastros tubulares não foram construídos em todos os países. Na Alemanha, França, Reino Unido, República Checa, Eslováquia e na antiga União Soviética, muitos mastros tubulares estaiados foram construídos, enquanto estes são raros na Polônia ou na América do Norte.

### Concreto armado
Torres de concreto armado são relativamente caras de construir, mas também possuem um elevado grau de rigidez mecânica em contato com ventos fortes. Isto pode ser importante quando as antenas com beamwidths estreitas são utilizadas, tais como as utilizadas para ligações ponto-a-ponto por microondas quando a estrutura está a ser ocupada por pessoas.
Na década de 1950, a AT&T construiu numerosas torres de concreto, silos mais semelhantes do que torres, para sua rota de microondas primeira transcontinental. Muitos ainda estão em uso hoje.
Na Alemanha e na Holanda a maioria das torres construídas para links ponto-a-ponto de microondas são construídas de concreto armado, enquanto a maioria no Reino Unido são torres de estruturas metálicas .
Torres de concreto pode formar marcos de prestígio, como a Torre CN, em Toronto. Bem como acomodar o pessoal técnico, estes edifícios pode ter áreas públicas, tais como plataformas de observação ou restaurantes.
A torre de TV de Stuttgart foi a primeira torre do mundo a ser construído em concreto armado. Foi projetado em 1956 pelo engenheiro civil local Fritz Leonhardt.

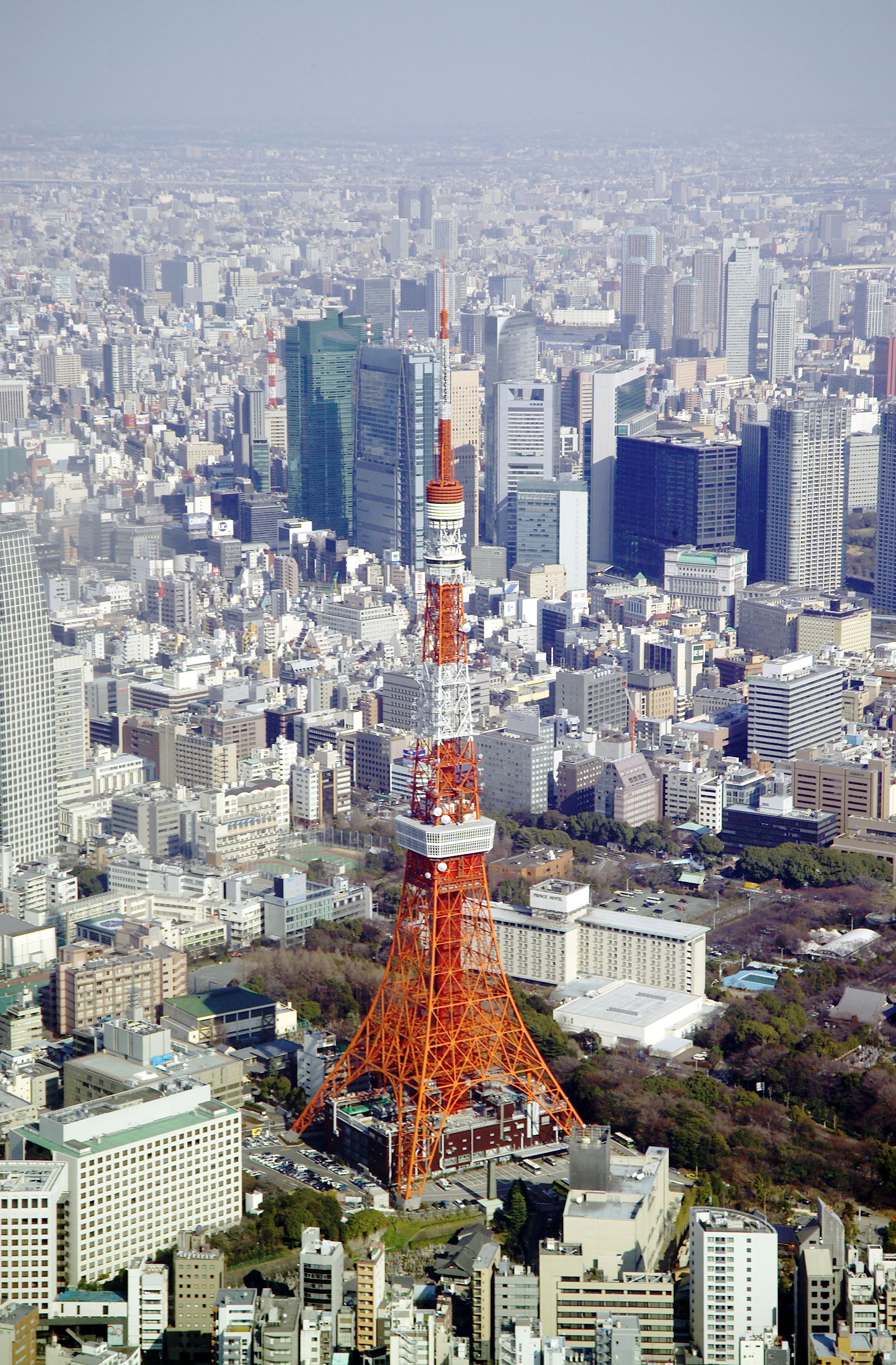
Torre de Tóquio

### Fibra de vidro e outros materiais
Mastros de fibra de vidro são usados ocasionalmente para transmissores de baixa potência ou de ondas médias de transmissão. Monopolos de fibra de carbono e torres têm sido tradicionalmente muito caros, mas os recentes desenvolvimentos na forma como a fibra de carbono é girada resultaram em soluções que oferecem vantagens semelhantes ou superior a de aço para uma fração do peso , permitindo agora que monopolo e torres a serem construídas em locais que eram muito caros ou de difícil acesso com o equipamento pesado que é necessário para a estrutura de aço.

### Madeira
As torres de madeira agora ficaram no passado. Muitas foram construídos no Reino Unido durante a Segunda Guerra Mundial por causa de uma escassez de aço. Na Alemanha antes da Segunda Guerra Mundial torres de madeira foram usadas em quase todos as estações de ondas médias de transmissão, mas todas essas torres já foram demolidas, exceto a torre de rádio Gliwice.
A estação de retransmissão de televisão Ferryside é um exemplo de um transmissor de TV usando um mastro de madeira.

## Outros tipos de suportes de antenas e as estruturas

### Postes
Mastros mais curtos podem consistir em um simples poste de concreto ou de madeira, semelhante a um poste de telégrafo. Às vezes postes tubulares de aço galvanizado são utilizados: estas podem ser chamadas de poste-antena.

### Prédios
Em alguns casos, é possível instalar antenas de transmissão nos telhados de edifícios altos. Na América do Norte, por exemplo, existem antenas de transmissão no Empire State Building, na Willis Tower, e anteriormente sobre as torres do World Trade Center. Quando os edifícios desabaram, várias estações locais de TV e rádio ficaram fora do ar até que transmissores de reserva fossem colocados em serviço. Tais instalações também existem na Europa, especialmente para serviços de rádio portáteis e de baixa potência  FM estações de rádio. Em Londres, a BBC ergueu em 1936, um mastro para a transmissão de televisão no topo de uma das torres de um edifício vitoriano, o Alexandra Palace. Ela ainda está em uso.

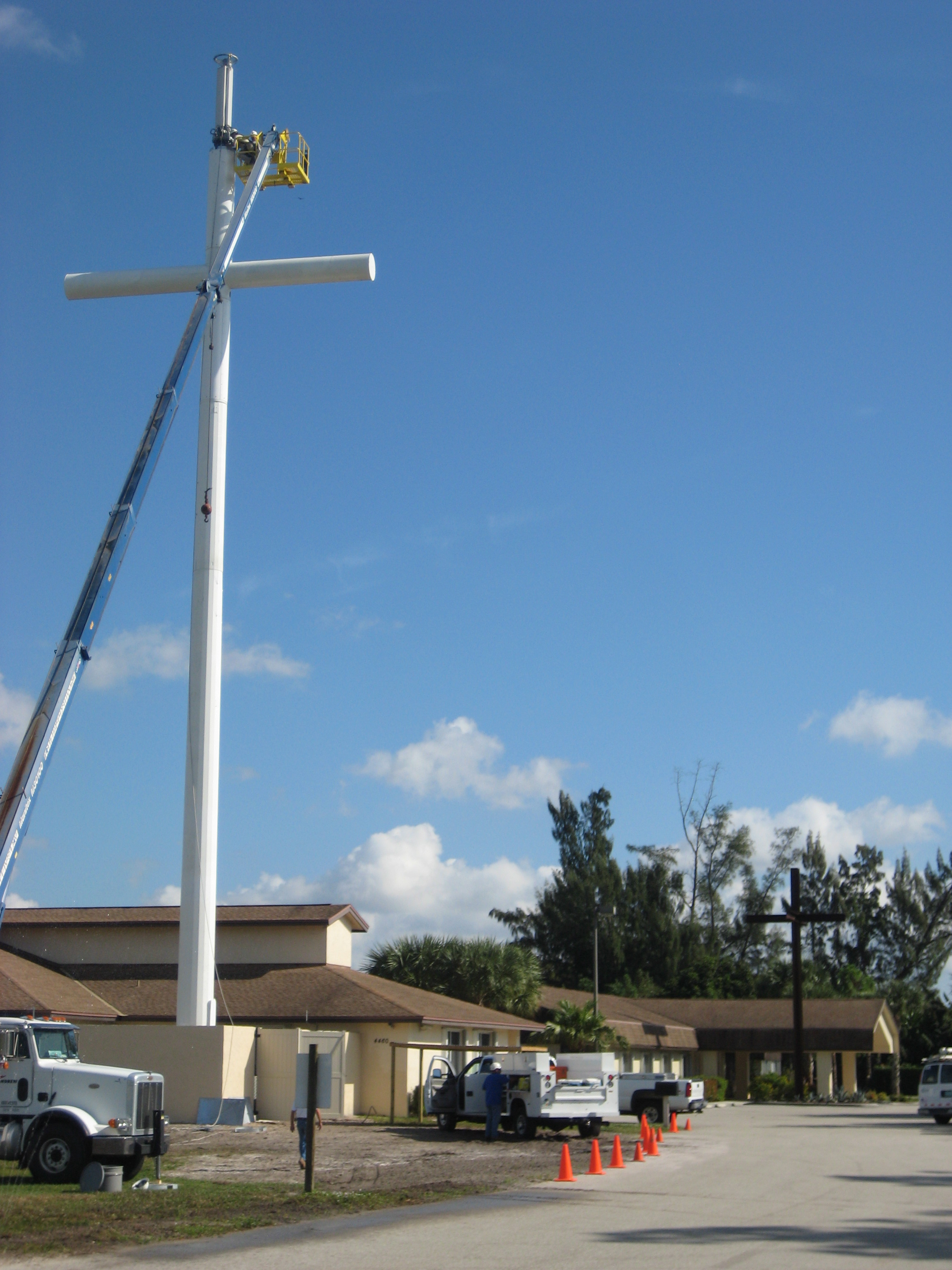
Completada em dezembro de 2009, na Igreja Epiphany Lutheran Church em Lake Worth, EUA, essa cruz de 30m serve como antena de telefonia celular.

### Torres de celular
Muitas pessoas veem nas torres de celular uma intromissão em seus bairros. Mesmo que as pessoas cada vez mais dependem de comunicações celulares, eles se opõem às torres estragando vistas de forma cênica. Muitas empresas oferecem para "esconder" torres de telefonia celular, ou como, árvores, torres de igreja, pólos de bandeira, caixas d'água e outros recursos.  Há muitos fornecedores que oferecem estes serviços, como parte da instalação de torre e serviços normais de manutenção. Estes são geralmente chamados de "torres stealth" ou "instalações stealth".
O nível de detalhes e realismo alcançado por torres de telefonia celular disfarçadas é notavelmente alta. Por exemplo: torres de tais disfarçadas de árvores são quase indistinguíveis da coisa real, mesmo para a fauna local (que ainda beneficia a flora artificial)  Tais torres pode ser colocadas discretamente em parques nacionais e outros locais protegidos como tais, tais como torres disfarçadas em  cactos.. 
Mesmo quando disfarçadas, no entanto, essas torres podem criar polêmica. Uma duplicação da torre como um mastro controverso atraiu, em 2004, em relação a Eleição presidencial dos EUA de 2004, e destacou o sentimento de que tais disfarces servem mais para permitir a instalação de torres em tais subterfúgios longe do escrutínio público, em vez de servir para o embelezamento da paisagem.Predefinição:Or
Torres de celular , por vezes disfarçadas, podem ser introduzidas em ambientes que exigem um resultado de baixo impacto visual, por ser feito para se parecer com árvores, chaminés ou outras estruturas comuns.

### Radiador de mastro
Um radiador de mastro é uma torre ou mastro de rádio, em que toda a estrutura é energizada e funciona como uma antena. Ele é usado frequentemente como uma antena de transmissão para radiodifusão por onda longa ou onda média.
Estruturalmente, a única diferença é a de que um radiador de mastro pode ser suportado sobre um isolante na sua base. No caso de uma torre, haverá um isolador de suporte de cada perna.

### Balões e pipas
Um balão ou pipa podem servir como um suporte temporário. Podem realizar uma antena ou um cabo (por VLF, LW ou MW) até uma altura adequada. Tal arranjo é usado ocasionalmente por agências militares ou rádios amadoras.

## Características do projeto
- O custo de um mastro ou torre é aproximadamente proporcional ao quadrado de sua altura [carece de fontes?].
- Um mastro com fios é mais barato do que construir uma torre auto-sustentável de igual altura.
- Um mastro com fios precisa de mais terras para acomodar os fios, e é, portanto, mais adequado para localidades rurais onde a terra é relativamente barata. Uma torre auto-sustentável vai caber em um espaço muito menor.
- Uma torre de estrutura de aço é mais barata do que construir uma torre de concreto de igual altura.
- Duas torres pequenas podem ser menos intrusivas, visualmente, do que uma grande, especialmente se elas se parecem idênticas.
- Torres parecem menos feias se elas e as antenas montadas sobre elas parecerem simétricas.
- Torres de concreto pode ser construído com um design estético - e são, especialmente na Europa Continental. Elas são muitas vezes construídas em locais proeminentes e incluem plataformas de observação ou restaurantes.

### Mastros para HF /antenas de ondas curtas
Para transmissões em ondas curtas, há pouco a ser adquirido por levantar a antena mais do que alguns ondas  acima do nível do solo. Transmissores de ondas curtas raramente usam mastros mais altos do que cerca de 100 metros.

### Avisos para Aviões
Estruturas altas em excesso de certas alturas legisladas são frequentemente equipados com luzes, geralmente vermelhas, para avisar os pilotos de existência da estrutura. Nos últimos anos, lâmpadas de incandescência, robustas e com prazo mais longo estão sendo utilizadas para maximizar a vida útil da lâmpada. Alternativamente, luzes de néon foram utilizados. Hoje em dia essas lâmpadas tendem a usar diodos emissores de luz LED .
Requisitos de altura variam entre estados e países, e podem incluir regras adicionais, tais como exigir um flash branco piscando nas luminárias dia e pulsante vermelha à noite. Estruturas mais de uma certa altura também pode ser necessária para ser pintado com cores contrastantes, como branco e laranja ou branco e vermelho para torná-los mais visíveis contra o céu.

#### Poluição luminosa e de iluminação incômodo
Em alguns países, onde poluição luminosa é uma preocupação, alturas de torre pode ser restringido de modo a reduzir ou eliminar a necessidade de lâmpadas de sinalização de aeronaves. Por exemplo, nos Estados Unidos, a 1996 Telecommunications Act permite jurisdições locais para definir alturas máximas para torres, como limitar altura da torre para abaixo de 200 pés e, portanto, não exige iluminação aeronaves sob as regras da Federal Communications Commission (FCC ). O limite é mais ajustado a 190 ou 180 metros para permitir mastros que se estendam acima da torre.